# Sarah Sutherland
Pour les articles homonymes, voir Sutherland.
Sarah Sutherland est une actrice américaine, née le 18 février 1988  à Los Angeles. Elle est la fille de Kiefer Sutherland.

## Filmographie partielle

### Cinéma
- 2015 : Shut Up and Drive de Melanie Shaw
- 2015 : Chronic de Michel Franco
- 2018 : What They Had d'Elizabeth Chomko
- 2021 : Fini de jouer (The Kid Detective) de Evan Morgan

### Télévision
- 2012-2019 : Veep : Catherine Meyer
- 2014 : The Newsroom
- 2017 : Tim & Eric's Bedtime Stories